# Mikroglia
Mikrogliacellerna är långsträckta, små och täta celler. De har i vilostadium korta utskott; cellen återfinns såväl i hjärnans vita som grå substans. Kärnan är konisk. Mikroglia är nervsystemets egen makrofag och har fagocyterande förmåga efter aktivering då den buffar upp sig och blir amöbalik. En viktig komponent i cellen är neurofilamentet vimentin. Till skillnad från astrocyten avgår inte utskott från "stjärnspetsar" i membranet utan hos cellkärnans poler.
Enligt forskning spelar mikroglia en nyckelroll vid de processer som skapar nedstämdhet i samband med inflammationer och infektioner, till exempel förkylning.